# (5676) Вольтер
(5676) Вольтер (лат. Voltaire) — типичный астероид главного пояса, открыт 9 сентября 1986 года советским астрономом Людмилой Карачкиной в Крымской астрофизической обсерватории и 26 февраля 1994 года назван в честь Вольтера.

## Обнаружение и именование
(5676) Вольтер
Открыт 9 сентября 1986 года в Научном Л. Г. Карачкиной.
Назван в память о великом французском писателе, философе и историке Мари Франсуа Аруэ (Вольтере) (1694—1778) — вдохновителе французского просвещения XVIII века и признанном лидере эпохи. Название присвоено по случаю трёхсотлетия со дня его рождения по предложению Санкт-Петербургского дома сатиры и юмора. В честь Вольтера также назван кратер на спутнике Марса Деймосе.
Оригинальный текст (англ.)5676 Voltaire
Discovered 1986-09-09 by Karachkina, L. G. at Nauchnyj.
Named in memory of Marie François Arouet (Voltaire) (1694—1778), the great French writer, philosopher, historian, inspirer of French enlightenment during the eighteenth century, and the acknowledged leader of the age. The name is given on the occasion of the three-hundredth anniversary of his birth, following a suggestion by the St. Petersburg House of Satire and Humor. Voltaire is also honored by a crater on the Mars satellite Deimos.
Источники: DISCOVERY.DB; M.P.C. 23139.

## Физические характеристики
Из наблюдений телескопа VISTA следует, что астероид относится к таксономическому классу S.
По результатам наблюдений в инфракрасном диапазоне спутника Akari и наблюдений в видимом и ближнем инфракрасном диапазоне космического телескопа NEOWISE диаметр астероида сначала оценивался равным 10,88±0,34 км, позже — 10,43±0,20 км, 9,39±1,80 км и 10,433±0,199 км. Согласно тем же источникам альбедо оценивается как 0,170±0,012, 0,235±0,055, 0,29±0,10 и 0,235±0,055.